# Jírova (tramvajová zastávka)

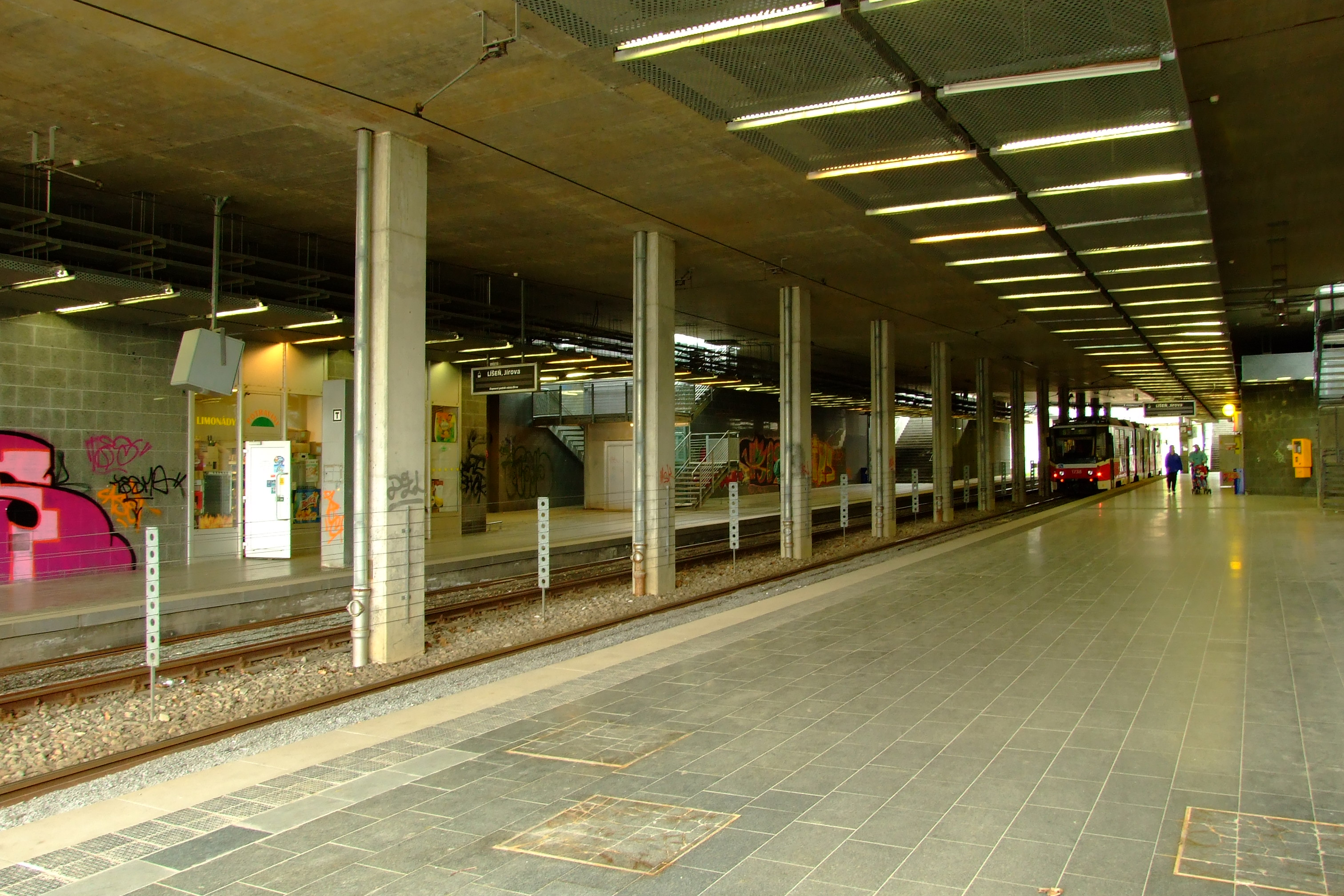
Interiér zastávky Jírova

Jírova je podzemní tramvajová zastávka v Brně, v městské části Brno-Líšeň. Jedná se o nejvýše položenou zastávku brněnské tramvajové sítě, nacházející se v nadmořské výšce 336 m. Do roku 2022 byla zároveň jedinou podzemní zastávkou brněnské městské hromadné dopravy. Zastávka je vlastněna městem, spravuje ji odbor dopravy brněnského magistrátu, což je rozdíl oproti většině ostatních zastávek, které spravuje Dopravní podnik města Brna.
Zprovozněna byla 1. května 1998, kdy sem byla o jeden zastávkový úsek prodloužena trať z tehdejší konečné Kotlanova. Cena stavby činila 380 milionů korun. V roce 2004 byla trať dále prodloužena z Jírovy o jednu zastávku do konečné Mifkova.

## Popis zastávky
Zastávka Jírova leží na tramvajové trati z Nových Černovic do Líšně, jedná se o předposlední stanici na této rychlodrážní trati před konečnou zastávkou Mifkova. Od počátku svého provozu v roce 1998 je zastávka Jírova obsluhována ve směru od hlavního nádraží linkou č. 8, na které jezdí pouze obousměrné tramvaje Tatra KT8D5 a jejich modifikace. Obousměrné vozy se staly nutností, neboť v letech 1998–2004 trať úvraťově končila právě na Jírově a od roku 2004 končí rovněž úvraťově na Mifkově.
Tramvajová zastávka se svým okolím (autobusová a trolejbusová konečná, radnice městské části, knihovna, obchody) tvoří centrum horní části líšeňského sídliště. Samotná stanice se nachází ve vrcholovém zářezu, který byl překryt, čímž vznikla vydlážděná veřejná plocha tvořící náměstíčko. Zastávka tak připomíná stanici podpovrchové tramvaje, se dvěma bočními nástupišti a schodišti a výtahy na povrch. Na nástupištích bylo několik malých prodejen, postupně byly všechny uzavřeny.
Stav zastávky se po zrušení místní ostrahy zhoršoval kvůli vandalům a bezdomovcům. Větší opravy proběhly v roce 2012. Roku 2014 byla stanice vybavena vjezdovými vraty a je přes noc uzavřena, neboť jsou v ní odstavovány až čtyři tramvaje KT8D5. To umožňuje brzké ranní výjezdy a poslední večerní příjezdy bez nutnosti dlouhých zátahů do vozovny Medlánky, která je na jiné straně Brna.
Kvůli podpovrchové poloze se zastávce někdy přezdívá „brněnské metro“.

## Uzel MHD
Zastávka je součástí uzlu Jírova v oblasti sídliště Líšeň, který zahrnuje ještě povrchové autobusové a trolejbusové obratiště a nácestné zastávky. Kromě tramvajové linky 8 uzel obsluhuje trolejbusová linka 27 (výlukový stav roku 2023, standardně jde o linky 25 a 26), městské autobusové linky 55 a 78 a regionální autobusová linka 151. Noční dopravu zajišťují městské autobusové linky N98 a N99.